# Feestelijke beeldenreeks
De Feestelijke beeldenreeks is een kunstwerk in Amsterdam-Zuid.

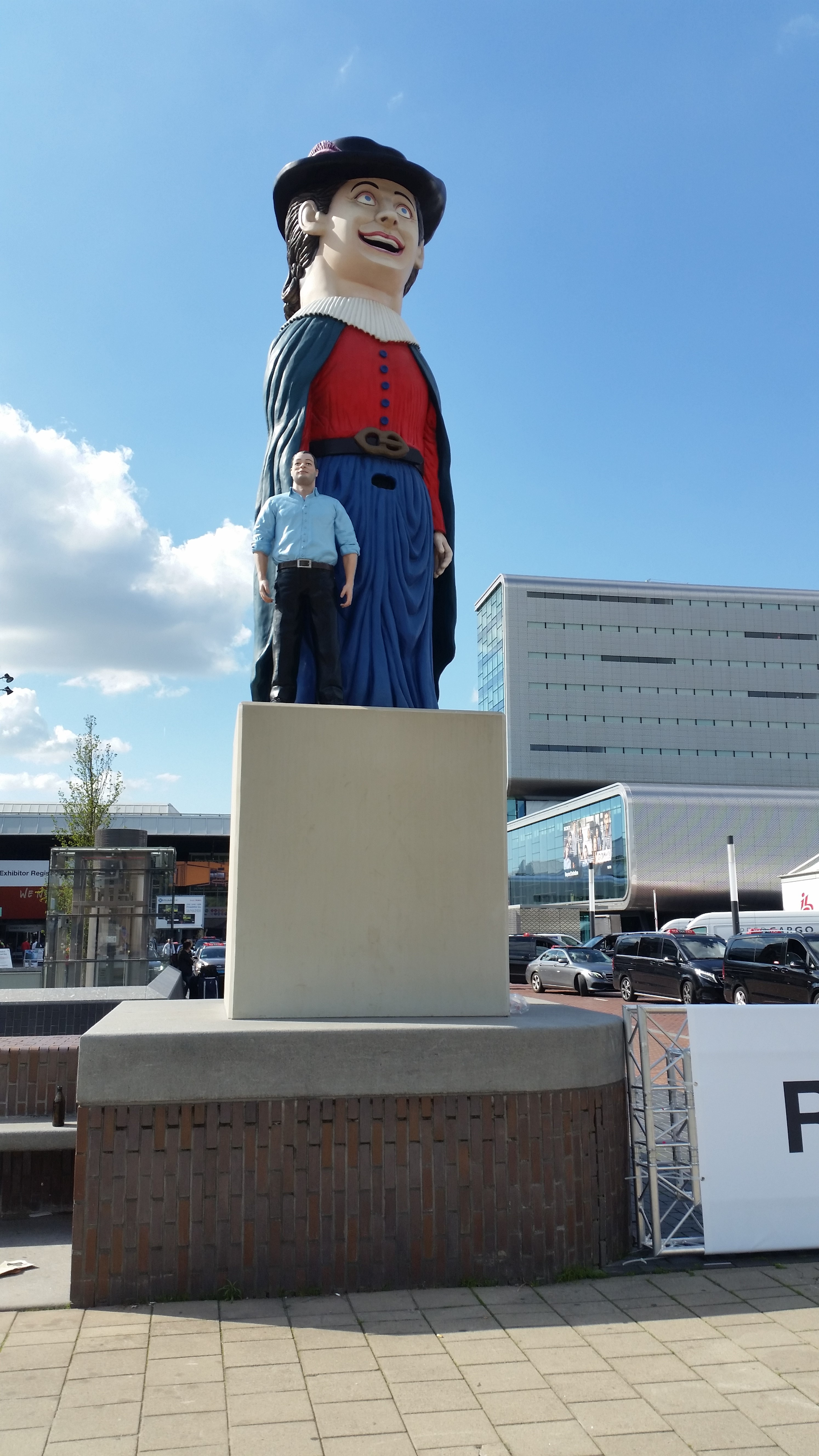
Een beeld (september 2018)

De zes beelden zijn ontworpen door de Belgische kunstenaar Guillaume Bijl op verzoek van Zuidas Amsterdam; de kunstenaar liet de uitvoering over zijn atelierassistenten. Het kunstwerk is bedoeld om de lange grijze voorgevel van de RAI Amsterdam een kleuriger voorportaal te geven.
De beelden lijken zo weggelopen uit een stripverhaal of lijken de realiteit weer te geven. Ze zijn van beschilderd aluminium en 4,5 tot 7,5 meter hoog. Die hoogte krijgt nog echte nadruk door de beelden op hoge sokkels te plaatsen. De gezichtsuitdrukking van de personen lijken zich daarbij aan te passen aan de stemming van de kijker. Op verschillende momenten lijken de lachende gezichten zich naar het droeve te bewegen en andersom.
De figuren staan over de volle lengte van de gevel aan het Europaplein. De beelden zijn twee aan twee opgesteld als een soort poortwachters van het voorterrein van de RAI. Er staan twee illusionisten, twee theaterpoppen en twee meisjes op de schouders van steltlopers. De Kunstwacht Amsterdam (beheerder van kunst in de openbare ruimte in Amsterdam) voegde nog toe dat Bijl een portret lijkt te hebben gemaakt van reuzen uit de plaatselijke feestoptochten, met name aan de Vlaamse kust. Door deze figuren in een stedelijke omgeving in Nederland te plaatsen zou vervreemding optreden.
De betonnen sokkels op zich staan op een lange terreinafscheiding in een combinatie van baksteen en natuursteen. Het uiterlijk van die afscheiding in gemodelleerd naar de Amsterdamse Schoolstijl, een bouwstijl die veel werd toegepast in Amsterdam-Zuid. Die terreinafscheiding buigt mee met het voorterrein tot in de Wielingenstraat naar de Brug 422, ontworpen door Piet Kramer in de Amsterdamse Schoolstijl. Kramer zelf liet een flink aantal van door hem ontworpen bruggen opfleuren met beelden of andere versierselen.     